# Volvo Ocean Race 2011-2012

Route van de Volvo Ocean Race 2011-12

De Volvo Ocean Race 2011-2012 was de elfde editie van de Volvo Ocean Race. De start van de zeilrace vond plaats op 29 oktober 2011 in Alicante. Na 9 etappes werd er op 7 juli 2012 gefinisht in Galway. Winnaar was Groupama.

## Boot
Net als in de vorige editie werd er gevaren met zeilboten van het type Volvo Open 70. 

## Deelnemers
Aan deze editie deden zes teams mee, het laagste aantal ooit. 
| Team                   | Boot              | Land                         | Schipper        | Opmerking                                                    |
| ---------------------- | ----------------- | ---------------------------- | --------------- | ------------------------------------------------------------ |
| Groupama Sailing Team  | Groupama 4        | Frankrijk                    | Franck Cammas   | Uiteindelijke winner                                         |
| Puma Ocean Racing      | Mar Mostro        | Verenigde Staten             | Ken Read        |                                                              |
| Camper                 | Camper Lifelovers | Nieuw-Zeeland                | Chris Nicholson |                                                              |
| Team Telefónica        | Telefónica        | Spanje                       | Iker Martínez   |                                                              |
| Abu Dhabi Ocean Racing | Azzam             | Verenigde Arabische Emiraten | Ian Walker      |                                                              |
| Team Sanya             | Sanya Lan         | China                        | Mike Sanderson  | De boot deed aan de vorige editie mee als de Telefónica Blue |

## Route

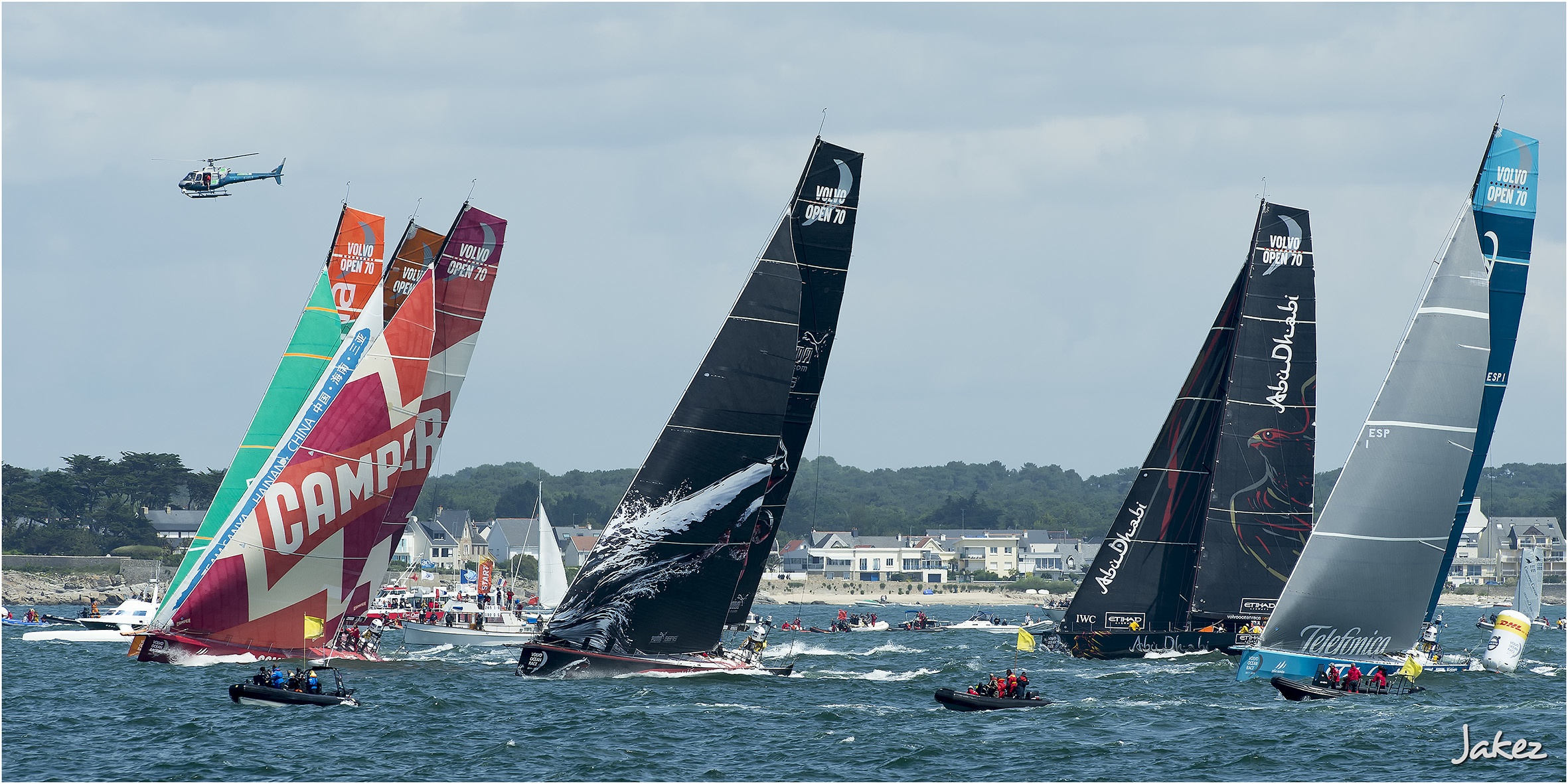
De zes deelnemers tijdens de havenrace van Lorient

| Type      | Startdatum       | Start     | Finish    | Afstand   | Winnaar                |
| --------- | ---------------- | --------- | --------- | --------- | ---------------------- |
| Havenrace | 29 oktober 2011  | Alicante  | Alicante  | Alicante  | Abu Dhabi Ocean Racing |
| Etappe 1  | 5 november 2011  | Alicante  | Kaapstad  | 6487 nm   | Team Telefónica        |
| Havenrace | 10 december 2011 | Kaapstad  | Kaapstad  | Kaapstad  | Team Telefónica        |
| Etappe 2  | 11 december 2011 | Kaapstad  | Abu Dhabi | 5430 nm   | Team Telefónica        |
| Havenrace | 13 januari 2012  | Abu Dhabi | Abu Dhabi | Abu Dhabi | Abu Dhabi Ocean Racing |
| Etappe 3  | 14 januari 2012  | Abu Dhabi | Sanya     | 3157 nm   | Team Telefonica        |
| Havenrace | 18 februari 2012 | Sanya     | Sanya     | Sanya     | Team Telefónica        |
| Etappe 4  | 19 februari 2012 | Sanya     | Auckland  | 5220 nm   | Groupama Sailing Team  |
| Havenrace | 17 maart 2012    | Auckland  | Auckland  | Auckland  | Camper                 |
| Etappe 5  | 18 maart 2012    | Auckland  | Itajaí    | 6705 nm   | Puma Ocean Racing      |
| Havenrace | 21 april 2012    | Itajaí    | Itajaí    | Itajaí    | Groupama Sailing Team  |
| Etappe 6  | 22 april 2012    | Itajaí    | Miami     | 4800 nm   | Puma Ocean Racing      |
| Havenrace | 19 mei 2012      | Miami     | Miami     | Miami     | Abu Dhabi Ocean Racing |
| Etappe 7  | 20 mei 2012      | Miami     | Lissabon  | 3590 nm   | Abu Dhabi Ocean Racing |
| Havenrace | 9 juni 2012      | Lissabon  | Lissabon  | Lissabon  | Groupama Sailing Team  |
| Etappe 8  | 10 juni 2012     | Lissabon  | Lorient   | 1940 nm   | Groupama Sailing Team  |
| Havenrace | 30 juni 2012     | Lorient   | Lorient   | Lorient   | Groupama Sailing Team  |
| Etappe 9  | 1 juli 2012      | Lorient   | Galway    | 485 nm    | Camper                 |
| Havenrace | 7 juli 2012      | Galway    | Galway    | Galway    | Puma Ocean Racing      |